# Червона Гора (Борисовський район)
Червона Гора (біл. вёска Чырвоная Гора) — село в складі Борисовського району Мінської області, Білорусь. Село підпорядковане Велятичівській сільській раді, розташоване в північно-східній частині області.